# 昂代勒河畔弗勒里
昂代勒河畔弗勒里（法語：Fleury-sur-Andelle，法語發音：[flœʁi syʁ ɑ̃dɛl]）是法国厄尔省的一个市镇，属于莱桑德利区。

## 地理
昂代勒河畔弗勒里（49°21'44"N, 1°21'19"E）面积3.79 平方千米，位于法国诺曼底大区厄尔省，该省份为法国北部内陆省份，北起滨海塞纳省，西接奧恩省和卡爾瓦多斯省，南至厄尔-卢瓦省，东临瓦兹省、瓦兹河谷省和伊夫林省。
与昂代勒河畔弗勒里接壤的市镇（或旧市镇、城区）包括：沙勒瓦勒、拉德蓬、瓦勒多尔热。

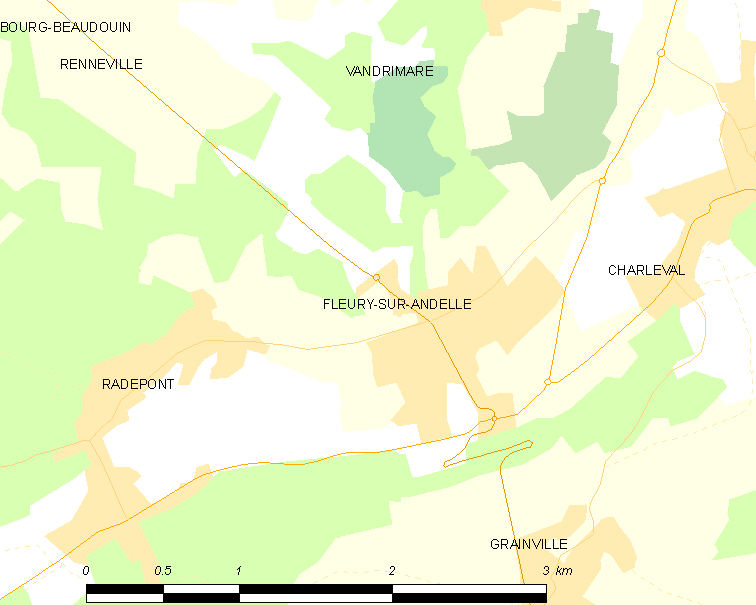
昂代勒河畔弗勒里的OSM定位图

昂代勒河畔弗勒里的时区为UTC+01:00、UTC+02:00（夏令时）。

## 行政
昂代勒河畔弗勒里的邮政编码为27380，INSEE市镇编码为27246。

## 政治
昂代勒河畔弗勒里所属的省级选区为昂代勒河畔罗米伊县。

## 人口

1962-2008年间昂代勒河畔弗勒里人口变化图示

昂代勒河畔弗勒里于2022年1月1日时的人口数量为1810人。